# اریدو
اریدو محلی باستانی در جنوب میان‌رودان است. اریدو را قدیمی‌ترین شهر جنوب بین النهرین و هم‌چنین قدیمی‌ترین شهر دنیا می‌دانند.
این شهر بر طبق تحقیقات باستان‌شناسی در ۵۴۰۰ پیش از میلاد به عنوان اولین سکونتگاه سومریان بنا نهاده شد.

## فرهنگ و تمدن اریدو
اریدو در دوازده کیلومتری جنوب غربی شهر اور قرار داشت و جنوبی‌ترین شهر در مجموعه شهرهای سومری بود که پیرامون آن معابد و نیایشگاه‌ها توسعه یافته بودند. اریدو در ساحل خلیج فارس و در دهانه رود فرات از نخستین شهرهای جهان بود که سه فرهنگ متفاوت در آنجا ترکیب شده بود:
- کشاورزان دوره عبید که در کلبه‌های آجری گلی می‌زیستند و از سامانهٔ آبیاری استفاده می‌کردند.
- چوپان‌های سامی‌نژاد که در چادرهای سیاه زندگی می‌کردند و گوسفند و بز می‌چراندند.
- مردمان ماهیگیر که در مسکن‌های نی‌ساز در تالاب‌ها می‌زیستند و احتمالاً نیای سومریان بودند.

در افسانه‌های سومری، اریدو منزلگاه ایزدی به نام انکی به‌شمار می‌آید و گفته می‌شد که انکی اریدو را بنا کرد.